# Biedrzeniec anyż
Biedrzeniec anyż (anyż, anyżek) (Pimpinella anisum L.) – gatunek jednorocznej rośliny z rodziny selerowatych. Pochodzi, najprawdopodobniej, ze wschodnich obszarów basenu Morza Śródziemnego. Jego przodkiem, jako rośliny uprawnej, jest biedrzeniec kretycki (Pimpinella cretica Poir), pochodzący z wyżyn Iranu. Współcześnie biedrzeniec anyż występuje wyłącznie w uprawie; nie jest znany ze stanowisk naturalnych. W Polsce jest uprawiany (rzadko) i czasami, przejściowo, dziczeje (efemerofit).

## Morfologia

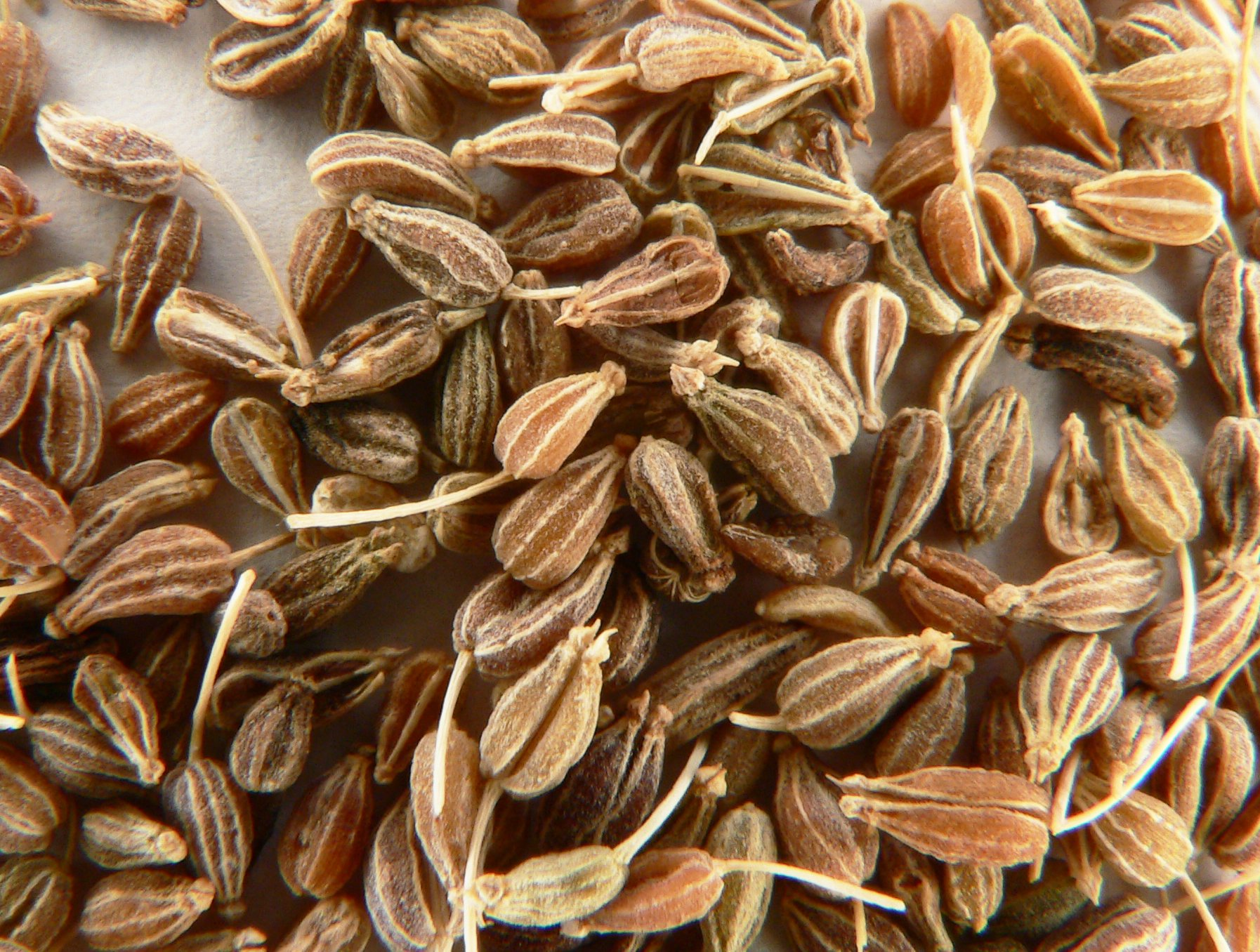
Owoce

PokrójRoślina zielna zwykle do 30 cm wysokości. Łodyga okrągła na przekroju, kreskowana. Rozgałęziona w górnej części.
KorzeńCienki, palowy.
LiścieNajniższe długoogonkowe, o blaszce niepodzielonej – okrągławo nerkowatej, ząbkowanej; środkowe również długoogonkowe, ale 3–5-sieczne, z łatkami jajowatymi, ząbkowanymi; górne liście siedzące, 2–3-krotnie pierzastosieczne o odcinkach lancetowatych; najwyższe liście trójdzielne lub niepodzielone.
KwiatyZebrane w baldaszki, które w liczbie 7–15 tworzą baldach złożony o owłosionych szypułach. Pokryw brak lub zredukowane do jednego listka, pokrywki składają się z kilku nitkowatych listków. Ząbki kielicha drobne i niewyraźne. Płatki białe, osiągają do 1,5 mm długości, są sercowato jajowato, na szczycie wycięte i z łatką zagiętą do środka. Płatki orzęsione są na brzegu i od zewnątrz pokryte szczecinkami.
OwoceRozłupnie jajowate lub gruszkowate o bokach lekko spłaszczonych, żółtawozielone lub zielonawoszare, o długości 3–5 mm i szerokości do 3 mm. Zwieńczone są stylopodium z dwoma krótkimi, odgiętymi, ostrymi szyjkami. Rozłupki są na szczycie przyrośnięte do ośki i połączone z płaską płaszczyzną spojenia i wypukłą powierzchnią grzbietową, ta ostatnia pokryta jest krótkimi włoskami, widocznymi przy użyciu lupy. Każda rozłupka ma 5 pierwotnych, przebiegających podłużnie, słabo zaznaczonych żeberek, w tym 3 grzbietowe i 2 boczne żeberka słabo wystające i jaśniejszej barwy.

## Biologia i ekologia
Roślina jednoroczna. Kwitnie w lipcu i sierpniu. Gatunek znany tylko z uprawy, dziczeje w pobliżu miejsc uprawy. 

## Zastosowanie

### Roślina lecznicza
Najstarsze wzmianki o anyżu pochodzą z egipskiego papirusu Ebersa (1500 r. p.n.e.). W Polsce uprawiany jest od średniowiecza, kiedy to został sprowadzony przez benedyktynów.
Surowiec zielarskiOwoc anyżu (Anisi fructus) – cała, wysuszona rozłupnia, często z małym fragmentem cienkiej, sztywnej, lekko zgiętej szypułki. Surowiec zawiera nie mniej niż 2 ml/kg olejku eterycznego anyżowego.
Działanie i zastosowanieOwoce działają wykrztuśnie (składnik syropów), rozkurczowo, moczo- i wiatropędnie, także pobudzają laktację. Działają także w niewielkim stopniu przeciwbakteryjnie. Olejek anyżowy jest środkiem smakowym i aromatycznym, wykorzystywanym w przemyśle spożywczym, perfumeryjnym i farmaceutycznym oraz spirytusowym (anyżówka). Działa: zewnętrznie odkażająco na skórę, toksycznie na pasożyty, odstraszająco na owady; wewnętrznie wykrztuśnie i rozkurczająco – do inhalacji, w pediatrii jako środek wiatropędny.

### Roślina pastewna
Wytłoki anyżowe oraz słoma stanowią cenny dodatek paszowy dla bydła zwiększający jego laktację.